# Web marketing management
Il web marketing management è un ramo del marketing tradizionale che si applica ad Internet e si occupa della definizione, applicazione e verifica delle strategie di business e comunicazione nell'interazione online tra gli utenti del world wide web e l'impresa.

## Definizione
In quanto canale di propagazione dei Marketing tradizionale, il Web Marketing condivide le diverse definizioni che ad esso si riferiscono.
L'elemento differenziante è rappresentato dal medium stesso, che offre forti spunti diretti non solo all'ambito marketing, ma allo stesso Business dell'impresa.

### Ruolo
Essendo una scienza economica solo di recente emancipatasi dal Marketing convenzionale, il Web Marketing Management non ha ancora trovato una sua univoca collocazione nelle imprese.
Il ruolo del Web Marketing Manager spesso viene ridotto al coordinamento di campagne sui media online o alla declinazione della comunicazione tradizionale su Internet.
Le finalità delle attività di web marketing dipendono ovviamente dal contesto competitivo, dal posizionamento dell'impresa nello stesso, dalle necessità di raggiungere obiettivi specifici e dalla capacità di implementare azioni adeguate sul mezzo online.
Tra i principali obiettivi del web marketing possono essere elencati ad esempio:
- Benchmarking online - Studio dello scenario competitivo (sia legato all'offerta che al marketing mix)
- Online branding - Incremento della notorietà di marca
- Database building - Realizzazione di database per altre attività di marketing
- Lead generation - Generazione di liste contatti altamente qualificati e motivati all'acquisto
- Vendita diretta - (E-commerce)
- E-learning - Formazione online del personale e dei partner
- Online customer support - Assistenza clienti online

Tutte le attività possono essere rivolte a specifici target interessanti per l'azienda che utilizza il canale web. Il web marketing può rivelarsi molto utile sia per realtà che operano in ambito Business to Business che Business to Consumer.

### Strumenti
Le potenzialità vanno a replicare tutte le capacità del Web e del Web 2.0 che sono applicabili ai modelli di business dell'impresa, e possono comprendere (ad esempio):
- Sito web e minisiti dedicati alla promozione di specifiche iniziative
- Direct Email marketing
- Banner advertising
- Search engine marketing - Search engine optimization e keyword advertising
- Affiliate marketing
- Online PR - Diffusione comunicati stampa online e iniziative Pay per post
- Advergame
- Concorsi online
- Behavioural targeting

## Il Web Marketing Manager
In sinergia con il business, il Web Marketing Manager definisce le strategie della presenza su internet dell'impresa e dell'utilizzo delle informazioni presenti online sulla concorrenza.
In funzione delle potenzialità e dei processi online, si occupa quindi di acquisire prospect e convertirli in clienti, mantenere e assistere i clienti acquisiti promuovere lo sviluppo di servizi online, mantenere un colloquio diretto con l'utenza del proprio sito e delle aree di mercato di interesse.
Il web marketing manager esplora inoltre le potenzialità del mercato, gli sviluppi tecnologici e le attività dei concorrenti, per raggiungere e mantenere un vantaggio competitivo sull'utenza web.
Tramite attività di promozione online, può aumentare la visibilità dell'impresa e accrescere il numero di utenti in target raggiungibili/raggiunti.
Il Web Marketing Manager sovrintende alla progettazione e sviluppo dei siti aziendali e mantiene i rapporti con le agenzie o i collaboratori che realizzano i siti stessi, seguendo quindi gli aspetti funzionali e di comunicazione.
Inoltre si occupa di monitorare i siti e tutte le attività di promozione dello stesso, valutando il ROI (Return on investment) dei diversi investimenti e monitorando i KPI (Indicatori di prestazione chiave)

### Modelli di Costo/Pagamento
I cinque modelli principali con cui la pubblicità online viene pagata sono: «Costo Per Impressioni» (CPM), «Costo Per Clic» (CPC), «Costo Per Visitatore» (CPV), «Costo Per Visualizzazione» (CPV) e «Costo Per Azione» (CPA):
- CPM (Costo Per Mille) o CPT (Cost Per Thousand Impressions - Costo per Migliaia di Impressioni): l'inserzionista paga per l'esposizione dell'annuncio verso un pubblico definito. "Per mille" significa per ogni 1000 impressioni di un annuncio (comunque, alcune impressioni potrebbero non essere conteggiate, come quelle derivate da azioni di "reload" o azioni di utenti interni).
- CPV (Costo Per Visitatore): l'inserzionista paga per ogni visitatore profilato che entra sul proprio sito target per merito dell'annuncio.
- CPV (Costo Per Visualizzazione): l'inserzionista paga per ogni visualizzatore unico, dell'annuncio o del sito web (di solito si utilizza come contatore per i pop-up, pop-under e pubblicità interstiziali).
- CPC (Costo Per Clic) o Pay per click: l'inserzionista paga per ogni clic che viene fatto sull'annuncio che ridirige al proprio sito. Non si paga in questo caso per essere presenti come annuncio, ma solo ogni volta che questo viene cliccato. Questo metodo permette di definire le chiavi di ricerca e carpire informazioni di mercato. Gli inserzionisti in questa modalità definiscono quali siano le parole chiave che scatenano la visulaizzazione dell'annuncio, rilevanti per l'annuncio e per il sito target. il CPC si differenzia dal CPV in quanto nel CPC si paga ogni clic indipendentemente dal sito target.
- CPA (Costo Per Azione o Costo Per Acquisizione) o PPF (Pay Per Performance): pubblicità basata su performance tipiche del mercato delle affiliazioni. Varianti comuni sono:
  - CPL (Costo Per Lead) come il CPA ma il pagamento avviene quando l'utente target della campagna compila un modulo, si registra a una newsletter, chiede di essere contattato, ecc.
  - CPS (Cost Per Sale - Costo per Vendita), PPS (Pay Per Sale), o CPO (Costo Per Ordine): il pagamento avviene ogni volta che si effettua una vendita originata dal clic sulla pubblicità.

Altri modelli sono i seguenti:
- eCPM: CPM Effettivo o eCPM Calcolato tramite le conversioni come CPC, Costo per Download ecc.
- Costi Fissi: l'inserzionista paga solo per il fatto di avere il proprio annuncio pubblicato
- Costo per conversione: l'inserzionista paga per l'acquisizione di un cliente. Si calcola dividendo il costo totale di una campagna per il numero delle conversioni. La definizione di conversione varia in funzione dell'obiettivo della campagna.